# Campionat del Món de motocròs 2006
La temporada de 2006 del Campionat del Món de motocròs fou la 50a edició d'aquest campionat, organitzat per la FIM. El calendari oficial constava de 15 Grans Premis, celebrats entre el 2 d'abril i el 17 de setembre.
Aquell any, Stefan Everts guanyà el darrer dels seus 10 títols mundials i aconseguí la fita de guanyar 14 dels 15 Grans Premis de la temporada.

## Sistema de puntuació
Barem de puntuació de 2002 ençà:
| Posició | 1  | 2  | 3  | 4  | 5  | 6  | 7  | 8  | 9  | 10 | 11 | 12 | 13 | 14 | 15 | 16 | 17 | 18 | 19 | 20 |
| Punts   | 25 | 22 | 20 | 18 | 16 | 15 | 14 | 13 | 12 | 11 | 10 | 9  | 8  | 7  | 6  | 5  | 4  | 3  | 2  | 1  |

## Grans Premis

### MX1 i MX2
| Ronda | Data           | Gran Premi                       | Lloc            | Classe | 1a mànega          | 2a mànega          | Guanyador          |
| ----- | -------------- | -------------------------------- | --------------- | ------ | ------------------ | ------------------ | ------------------ |
| 1     | 2 d'abril      | Gran Premi de Flandes            | Zolder          | MX1    | Sébastien Tortelli | Stefan Everts      | Stefan Everts      |
| 1     | 2 d'abril      | Gran Premi de Flandes            | Zolder          | MX2    | David Philippaerts | Tyla Rattray       | Tyla Rattray       |
| 2     | 16 d'abril     | Gran Premi d'Espanya             | Bellpuig        | MX1    | Kevin Strijbos     | Stefan Everts      | Stefan Everts      |
| 2     | 16 d'abril     | Gran Premi d'Espanya             | Bellpuig        | MX2    | Kenneth Gundersen  | Antonio Cairoli    | Tyla Rattray       |
| 3     | 23 d'abril     | Gran Premi de Portugal           | Águeda          | MX1    | Stefan Everts      | Stefan Everts      | Stefan Everts      |
| 3     | 23 d'abril     | Gran Premi de Portugal           | Águeda          | MX2    | Antonio Cairoli    | Tyla Rattray       | Tyla Rattray       |
| 4     | 7 de maig      | Gran Premi d'Alemanya            | Teutschenthal   | MX1    | Stefan Everts      | Stefan Everts      | Stefan Everts      |
| 4     | 7 de maig      | Gran Premi d'Alemanya            | Teutschenthal   | MX2    | Christophe Pourcel | Christophe Pourcel | Christophe Pourcel |
| 5     | 21 de maig     | Gran Premi del Japó              | Sugo            | MX1    | Stefan Everts      | Stefan Everts      | Stefan Everts      |
| 5     | 21 de maig     | Gran Premi del Japó              | Sugo            | MX2    | Billy Mackenzie    | Antonio Cairoli    | Billy Mackenzie    |
| 6     | 4 de juny      | Gran Premi de Bulgària           | Sevlievo        | MX1    | Stefan Everts      | Stefan Everts      | Stefan Everts      |
| 6     | 4 de juny      | Gran Premi de Bulgària           | Sevlievo        | MX2    | Antonio Cairoli    | Marc de Reuver     | Marc de Reuver     |
| 7     | 11 de juny     | Gran Premi d'Itàlia              | Montevarchi     | MX1    | Stefan Everts      | Stefan Everts      | Stefan Everts      |
| 7     | 11 de juny     | Gran Premi d'Itàlia              | Montevarchi     | MX2    | David Philippaerts | David Philippaerts | David Philippaerts |
| 8     | 18 de juny     | Gran Premi de Gran Bretanya      | Matterley Basin | MX1    | Stefan Everts      | Stefan Everts      | Stefan Everts      |
| 8     | 18 de juny     | Gran Premi de Gran Bretanya      | Matterley Basin | MX2    | David Philippaerts | Antonio Cairoli    | David Philippaerts |
| 9     | 2 de juliol    | Gran Premi de Suècia             | Uddevalla       | MX1    | Stefan Everts      | Stefan Everts      | Stefan Everts      |
| 9     | 2 de juliol    | Gran Premi de Suècia             | Uddevalla       | MX2    | David Philippaerts | Christophe Pourcel | David Philippaerts |
| 10    | 16 de juliol   | Gran Premi de Sud-àfrica         | Sun City        | MX1    | Stefan Everts      | Stefan Everts      | Stefan Everts      |
| 10    | 16 de juliol   | Gran Premi de Sud-àfrica         | Sun City        | MX2    | David Philippaerts | Antonio Cairoli    | Antonio Cairoli    |
| 11    | 30 de juliol   | Gran Premi de la República Txeca | Loket           | MX1    | Stefan Everts      | Stefan Everts      | Stefan Everts      |
| 11    | 30 de juliol   | Gran Premi de la República Txeca | Loket           | MX2    | Tyla Rattray       | Antonio Cairoli    | David Philippaerts |
| 12    | 6 d'agost      | Gran Premi de Bèlgica            | Namur           | MX1    | Stefan Everts      | Stefan Everts      | Stefan Everts      |
| 12    | 6 d'agost      | Gran Premi de Bèlgica            | Namur           | MX2    | Antonio Cairoli    | Antonio Cairoli    | Antonio Cairoli    |
| 13    | 27 d'agost     | Gran Premi d'Irlanda             | Desertmartin    | MX1    | Stefan Everts      | Joshua Coppins     | Joshua Coppins     |
| 13    | 27 d'agost     | Gran Premi d'Irlanda             | Desertmartin    | MX2    | Tyla Rattray       | Tyla Rattray       | Tyla Rattray       |
| 14    | 3 de setembre  | Gran Premi dels Països Baixos    | Lierop          | MX1    | Stefan Everts      | Stefan Everts      | Stefan Everts      |
| 14    | 3 de setembre  | Gran Premi dels Països Baixos    | Lierop          | MX2    | Antonio Cairoli    | Christophe Pourcel | Christophe Pourcel |
| 15    | 17 de setembre | Gran Premi de França             | Ernée           | MX1    | Stefan Everts      | Stefan Everts      | Stefan Everts      |
| 15    | 17 de setembre | Gran Premi de França             | Ernée           | MX2    | Antonio Cairoli    | Antonio Cairoli    | Antonio Cairoli    |

### MX3
| Ronda | Data          | Gran Premi                    | Lloc                 | 1a mànega        | 2a mànega        | Guanyador        |
| ----- | ------------- | ----------------------------- | -------------------- | ---------------- | ---------------- | ---------------- |
| 1     | 2 d'abril     | Gran Premi de França          | Castèlnòu de Lèvis   | Yves Demaria     | Yves Demaria     | Yves Demaria     |
| 2     | 8 d'abril     | Gran Premi d'Espanya          | Talavera de la Reina | Yves Demaria     | Enrico Oddenino  | Yves Demaria     |
| 3     | 23 d'abril    | Gran Premi d'Itàlia           | Cingoli              | Christian Beggi  | Yves Demaria     | Yves Demaria     |
| 4     | 7 de maig     | Gran Premi d'Hongria          | Nyíregyháza          | Sven Breugelmans | Sven Breugelmans | Sven Breugelmans |
| 5     | 21 de maig    | Gran Premi d'Alemanya         | Reutlingen           | Marc Ristori     | Yves Demaria     | Marc Ristori     |
| 6     | 25 de maig    | Gran Premi dels Països Baixos | Rhenen               | Sven Breugelmans | Sven Breugelmans | Sven Breugelmans |
| 7     | 4 de juny     | Gran Premi de Suècia          | Tomelilla            | Yves Demaria     | Yves Demaria     | Yves Demaria     |
| 8     | 11 de juny    | Gran Premi de Croàcia         | Mladina              | Sven Breugelmans | Yves Demaria     | Yves Demaria     |
| 9     | 18 de juny    | Gran Premi d'Eslovènia        | Orehova vas          | Sven Breugelmans | Yves Demaria     | Yves Demaria     |
| 10    | 2 de juliol   | Gran Premi dels Països Baixos | Markelo              | Christian Beggi  | Christian Beggi  | Christian Beggi  |
| 11    | 9 de juliol   | Gran Premi d'Itàlia           | Faenza               | Christian Beggi  | Christian Beggi  | Christian Beggi  |
| 12    | 16 de juliol  | Gran Premi de Letònia         | Kegums               | Christian Beggi  | Sven Breugelmans | Christian Beggi  |
| 13    | 30 de juliol  | Gran Premi de Bulgària        | Samokov              | Enrico Oddenino  | Christian Beggi  | Enrico Oddenino  |
| 14    | 3 de setembre | Gran Premi de Suïssa          | Roggenburg           | Marc Ristori     | Marc Ristori     | Marc Ristori     |

## MX1

### Classificació final
| Posició | Pilot             | Motocicleta | Punts |
| ------- | ----------------- | ----------- | ----- |
| 1       | Stefan Everts     | Yamaha      | 739   |
| 2       | Kevin Strijbos    | Suzuki      | 529   |
| 3       | Steve Ramon       | Suzuki      | 483   |
| 4       | Ken De Dijcker    | Honda       | 463   |
| 5       | Tanel Leok        | Kawasaki    | 443   |
| 6       | Jonathan Barragán | KTM         | 376   |
| 7       | Joshua Coppins    | Honda       | 330   |
| 8       | Manuel Priem      | Yamaha      | 278   |
| 9       | Pascal Leuret     | Honda       | 267   |
| 10      | James Noble       | Honda       | 226   |

## MX2

### Classificació final
| Posició | Pilot              | Motocicleta | Punts |
| ------- | ------------------ | ----------- | ----- |
| 1       | Christophe Pourcel | Kawasaki    | 581   |
| 2       | Antonio Cairoli    | Yamaha      | 563   |
| 3       | David Philippaerts | KTM         | 480   |
| 4       | Tyla Rattray       | KTM         | 475   |
| 5       | Marc De Reuver     | KTM         | 408   |
| 6       | Carl Nunn          | KTM         | 377   |
| 7       | Rui Gonçalves      | KTM         | 325   |
| 8       | Tommy Searle       | Kawasaki    | 315   |
| 9       | Billy Mackenzie    | Yamaha      | 302   |
| 10      | Sébastien Pourcel  | Kawasaki    | 298   |

## MX3

### Classificació final
| Posició | Pilot            | Motocicleta | Punts |
| ------- | ---------------- | ----------- | ----- |
| 1       | Yves Demaria     | KTM         | 560   |
| 2       | Sven Breugelmans | KTM         | 547   |
| 3       | Christian Beggi  | Honda       | 474   |
| 4       | Marc Ristori     | Honda       | 455   |
| 5       | Enrico Oddenino  | Honda       | 380   |
| 6       | Martin Zerava    | Honda       | 295   |
| 7       | Saso Kragelj     | Yamaha      | 284   |
| 8       | Jan Zaremba      | KTM         | 269   |
| 9       | David Cadek      | KTM         | 248   |
| 10      | Vincent Collet   | Suzuki      | 220   |

## Resum: Podi final 2006
|           | MX1            | MX1    | MX2                | MX2      | MX3              | MX3   |
| Campió    | Stefan Everts  | Yamaha | Christophe Pourcel | Kawasaki | Yves Demaria     | KTM   |
| Subcampió | Kevin Strijbos | Suzuki | Antonio Cairoli    | Yamaha   | Sven Breugelmans | KTM   |
| Tercer    | Steve Ramon    | Suzuki | David Philippaerts | KTM      | Christian Beggi  | Honda |